# 10767 Toyomasu
10767 Toyomasu eller 1990 UF1 är en asteroid i huvudbältet som upptäcktes den 22 oktober 1990 av de båda japanska astronomerna Kazuro Watanabe och Kin Endate vid Kitami-observatoriet. Den är uppkallad efter Shinji Toyomasu.
Asteroiden har en diameter på ungefär 3 kilometer.